# CI Games
CI Games (anciennement City Interactive), est une société polonaise de développement et d'édition de jeux vidéo pour divers plates-formes. La société est fondée en 2002 à la suite d'une fusion de Lemon Interactive avec trois studios de développement.

## Historique
CI Games est fondée en 2002 et exploitée sous le nom de City Interactive jusqu'à son changement de nom en août 2013. En 2007, la société change sa forme pour passer d'une société à responsabilité limitée à une société par actions, et devient cotée sur la Bourse de Varsovie.
En 2009, la société ouvre un bureau à Poznań, Pologne.

## Liste des jeux

### Édités et publiés
- Alien Rage (anciennement Alien Fear)
- Aquatica: The Sunken City
- Armed Forces Corp.
- Art of Murder 3: Cards of Destiny
- Art of Murder: Deadly Secrets
- Art of Murder 1: FBI Confidential
- Art of Murder 2: Hunt for the Puppeteer
- Art of Murder: The Secret Files
- Battlestrike: Force of Resistance (released as Mortyr III in Eastern Europe)
- Battlestrike: Road to Berlin (also known as WWII: Battlestrike)
- Battlestrike: Shadow of Stalingrad (also known as Battlestrike: Force of Resistance 2)
- Battlestrike: The Siege
- Beauty Factory
- Brain College: 3 Days ZOO Mystery
- Brain College: Ancient Quest of Saqqarah
- Brain College: Aztec Adventures
- Brain College: Blood Ties
- Brain College: Call of Atlantis
- Brain College: Chinese Temple
- Brain College: Coyote's Tales: Sisters of Fire and Water
- Brain College: El Dorado Quest
- Brain College: Herod's Lost Tomb
- Brain College: Lost City of Z
- Brain College: Magic Bootique
- Brain College: Pharaoh's Mystery
- Brain College: Stoneloops of Jurassica
- Brain College: The Mystery of the Mary Celeste
- Brain College: Tropical Lost Island
- Chicken Riot
- Chronicles of Mystery: Curse of the Ancient Temple
- Chronicles of Mystery: Secret of the Lost Kingdom
- Chronicles of Mystery: The Legend of the Sacred Treasure
- Chronicles of Mystery: The Scorpio Ritual
- Chronicles of Mystery: The Secret Tree of Life
- Code of Honor: The French Foreign Legion
- Code of Honor 2: Conspiracy Island
- Code of Honor 3: Desperate Measures
- Combat Wings
- Combat Wings: Battle of Britain
- Combat Wings: Battle of the Pacific
- Combat Wings: Great Battles of WWII (also known as Dogfight 1942)
- Combat Zone: Special Forces
- Cooking Academy
- Cooking Academy 2
- Crime Lab: Body of Evidence
- Enemy Front
- Farm Frenzy
- I Love Beauty: Hollywood Makeover
- I love Beauty: Make Up Studio
- Jade Rousseau: The Fall of Sant Antonio
- Jet Storm: Modern Dogfights (also known as Jetfighter 2015)
- Jewels of Atlantis
- Jewels of Sahara
- Jewels of the Ages
- Jewels of Tropical Lost Island
- Logic Machines
- Lords of the Fallen
- Murder in Venice
- Operation Thunderstorm (also known as Mortyr IV: Operation Thunderstorm)
- Party Designer
- Project Freedom (also known as Space Interceptor and Starmageddon 2)
- Redneck Kentucky and the Next Generation Chickens
- SAS: Secure Tomorrow
- Shutter Island
- Smash Up Derby
- Sniper: Art of Victory
- Ghost Warrior
- Sniper: Ghost Warrior 2
- Sniper: Ghost Warrior 3
- Sniper: Ghost Warrior Contracts
- Sniper: Ghost Warrior Contracts 2
- Sushi Academy
- Tank Combat
- The Chickenator
- The Hell in Vietnam
- The Royal Marines Commando
- Terrorist Takedown
  - Terrorist Takedown
  - Terrorist Takedown: Payback
  - Terrorist Takedown: Opération Mogadiscio
  - Terrorist Takedown: Dans l'enfer de la jungle colombienne
  - Terrorist Takedown 2
  - Terrorist Takedown 3
- Vampire Moon: The Mystery of the Hidden Sun
- Wings of Honour
- Wings of Honour: Battles of the Red Baron
- Wolfschanze II
- WWII: Pacific Heroes

### Compilation de jeux publiées
- Best of Action (Airborne Troops, Alpha Black Zero, Gene Troopers)
- Best of Action 2 (Tank Combat, Terrorist Takedown 2, Ubersoldier 2)
- Art of Murder Collection (Art of Murder: FBI Confidential, Art of Murder 2: Hunt for the Puppeteer, Art of Murder 3: Cards of Destiny)
- Modern War Pack (Terrorist Takedown 2, Marine Sharpshooter 4, SAS: Secure Tomorrow)
- Battlestrike: Western and Eastern Front (Battlestrike: Force of Resistance 2, The Royal Marines Commando)
- Sniper Compilation (Sniper: Path of Vengeance, Sniper: Art of Victory)
- Code of Honor Compilation (Code of Honor: French Foreign Legion, Code of Honor 2: Conspiracy Island)
- Terrorist Takedown Trilogy (Terrorist Takedown, Terrorist Takedown: Payback, Terrorist Takedown: Conflict in Mogadishu)
- Terrorist Takedown 2-pack (Terrorist Takedown, Terrorist Takedown: Payback)
- Games for Girls
- Brain College Collection (Brain College: Blood Ties, Brain College: Herod's Lost Tomb, Brain College: Tropical Lost Island)
- Jewels & Marbles Collection (Brain College: Chinese Temple, Brain College: Jewels of Atlantis, Brain College: Aztec Adventure)
- Flight Pack (Combat Wings, Jet Storm: Modern Dogfights, WWII: Pacific Heroes)
- Flight Pack II (Combat Wings: Battle of Britain, Wings of Honour: Battles of the Red Baron, Jet Storm: Modern Dogfights)
- Action Pack (Terrorist Takedown: Conflict in Mogadishu, Battlestrike: Call to Victory, America's Secret Ops)
- Marine Sharpshooter Collection (Marine Sharpshooter 3, Marine Sharpshooter 4)

### Édités et publiés par Lemon Interactive
- Aces of World War I
- Nina: Agent Chronicles (aussi connu sous le nom de : « Nina: Global Terrorism Strike Force »)
- Project Earth: Starmageddon